# شیگوانتی، شیلی
شیگوانتی، شیلی (به اسپانیایی: Chiguayante) یک سکونتگاه مسکونی در شیلی است که در استان کنسپسیون (شیلی) واقع شده‌است.

## خصوصیات
شیگوانتی ۷۱٫۵ کیلومترمربع مساحت و ۸۴٬۷۱۸ نفر جمعیت دارد و ۲۴۹ متر بالاتر از سطح دریا واقع شده‌است.